# Achterhoeks
Achterhoeks (achterhoek, aachterhoeks; ISO 639-3: act), jedan od deset donjosaksonskih jezika, šire skupine donjonjemačkih jezika kojim danas govori nepoznat broj ljudi u nizozemskoj provinciji Gelderland, u regiji Achterhoek, između rijeka IJssel i Oude IJssel. Jedan je od službenih jezika, a govornici se služe i nizozemskim.

## Vanjske poveznice
- Ethnologue (14th)
- Ethnologue (15th)